# Mississippien
Carbonifère inférieur
Stratigraphie
Dévonien supérieur Pennsylvanien
Dévonien
Le Mississippien est le sous-système stratigraphique inférieur du Carbonifère. Il s'étend de 358,9 à 323,2 millions d'années (Ma).
Ce sous-système se décompose en trois séries (Mississipen inférieur, moyen et supérieur), comprenant chacune un  étage :
- le Mississippien supérieur comprenant le Serpukhovien (330,9 ± 0,2 - 323,2 ± 0,4 Ma) ;
- le Mississippien moyen comprenant le Viséen (346,7 ± 0.4 - 330,9 ± 0,2 Ma) ;
- le Mississippien inférieur comprenant le Tournaisien (358,9 ± 0,4 - 346,7 ± 0,4 Ma).

Ces deux derniers étages étaient regroupés en Europe sous la dénomination de Dinantien.